# Telegrammet fra Zimmermann
Telegrammet fra Zimmermann (Engelsk: Zimmermann Telegram; tysk: Zimmermann-Depesche; spansk: Telegrama Zimmermann) var et krypteret telegram sendt af Det Tyske kejserriges udenrigsminister, Arthur Zimmermann, den 16. januar 1917 under 1. verdenskrig til den tyske ambassadør i Mexico, Heinrich von Eckardt.
I telegrammet bliver den tyske ambassadør beordret til at kontakte den mexicanske regering med henblik på at foreslå en militæralliance imod USA. Telegrammet blev opsnappet og afkodet af briterne, som videregav det til amerikanerne. Det medvirkede til, at de indtrådte i krigen på de allieredes side.

## Telegrammet
Zimmermanns telegram lød:
| Citat | Den 1. februar påbegynder vi den uindskrænkede ubådskrig. Ikke desto mindre er det vores intention at arbejde på at holde De Forenede Stater neutrale. I tilfælde af, at dette ikke lykkes, foreslår vi en alliance med Mexico på følgende betingelser: At vi skal erklære krig i forening og slutte fred i forening. Vi skal give en generøs økonomisk støtte, og aftale at Mexico generobrer de tabte territorier i New Mexico, Texas og Arizona. Vi overlader de nærmere enkeltheder til Dem. Deres henvendelse til præsidenten [af Mexico] med det ovenstående må foregå med den største fortrolighed, så snart det er sikkert, at det vil komme til krig med De Forenede Stater og foreslå præsidenten, på eget initiativ, at opfordre Japan til at gå med i planen; og samtidigt tilbyde at fungere som mellemmand mellem Japan og os. Gør venligst præsidenten opmærksom på, at den nådesløse indsættelse af vores ubåde vil gøre det muligt at tvinge England til at søge om fred indenfor få måneder. Underskrevet, ZIMMERMANN | Citat |
|       | |       |

## Britisk opsnapning
Telegrammet blev opfanget og delvist afkodet, så det var muligt at danne sig et overordnet billede af, hvad det indeholdt. For afkodningen stod kodebryderne: Nigel de Grey, William Montgomery og admiral William Reginald Hall fra den britiske efterretningsorganisation British Naval Intelligence deling Room 40. Afkodningen, der var sket uden digitale computere, var mulig, eftersom den kode det tyske udenrigsministerium brugte (0075) allerede var delvis brudt ved hjælp af bl.a. erobret ukodede beskeder og en kodebog med en tidligere version af koden taget fra Wilhelm Wassmuss, som var en tysk agent i Mellemøsten.
Den britiske regering, der ønskede at offentliggøre telegrammet, stod over for et dilemma. På den ene side ville en offentliggørelse afsløre, at de havde brudt de tyske koder, som så sandsynligvis ville blive ændret, og dermed forhindre fremtidige dokumenter i at blive læst. På den anden side ville de miste en stor chance for at trække USA med ind i krigen på de allieredes side. Telegrammets indhold måtte forventes at have speciel stor gennemslagskraft netop da, eftersom de antityske følelser i USA var blevet oprørt, efter at 128 civile amerikanere var blevet dræbt på engelske skibe sænket af tyske ubåde.
Der var yderligere det penible dilemma for briterne, at de havde opsnappet telegrammet gennem en officiel amerikansk diplomatisk kanal, som de lyttede med på. En fortrolig visning til amerikanske embedsmænd ville medføre, at briterne måtte indrømme, at de monitorerede amerikanske diplomatiske linjer. Grundet telegrammets vigtighed og tidens usikre kommunikationslinjer var det blevet sendt ad tre forskellige ruter fra Berlin til den tyske ambassadør i Washington, Johann von Bernstorff, som videresendte telegrammet til den tyske ambassadør i Mexico. Ruten, som briterne opsnappede telegrammet, gik fra den amerikanske ambassades telegraf i Berlin, som amerikanerne havde stillet til rådighed for at fremme præsident Woodrow Wilsons fredsinitiativ, til København og videre derfra med undervandskabel til USA over Storbritannien, hvor briterne lyttede med.
Tyskerne var ikke nervøse for at sende telegrammet gennem amerikanernes egne linjer, eftersom amerikanerne af princip ikke læste andre landes diplomatiske korrespondance, og hvis de prøvede ikke ville kunne læse det krypterede telegram. I modsætning til Storbritannien havde USA ingen ekspertise til at bryde koder.

## Løsning
Telegrammet til Washington var i en kode 7500, en nyere mere kompliceret kode, som ambassaden i Mexico imidlertid endnu ikke havde til rådighed. Derfor måtte de i Washington først omkode telegrammet til den ældre kodestandard 13040 eller 13042, som begge var bedre kendt af briterne.
Briterne gættede korrekt på, at den tyske ambassade i Washington ville sende beskeden til ambassaden i Mexico via de offentlige telegraflinjer, hvorfor en kopi af telegrammet måtte eksistere i telegrafkontoret i Mexico City. Hvis briterne kunne få denne mexicanske kopi, kunne de videregive den til de amerikanske myndigheder og påstå, de havde fået informationer gennem spionage i Mexico og ikke ved at lytte til de amerikanske diplomatiske linjer. Til dette formål kontaktede briterne en agent i Mexico, som bestak en ansat i telegrafkontoret i Mexico City til at udlevere en kopi af telegrammet. Agenten er kun kendt under navnet Mr. H., men Sir Thomas Hohler, den britiske ambassadør i Mexico, har sagt, at han var agenten. Telegrammet kunne fuldstændigt afkodes, da det var kodet med den ældre kodemetode. Det afkodede telegram blev afleveret af admiral Hall til den britiske udenrigsminister Arthur James Balfour, som kontaktede den amerikanske ambassadør i Storbritannien, Walter Page, som fik telegrammet den 23. februar 1917. To dage senere blev det overrakt til præsident Woodrow Wilson.

## Modtagelse i USA
I den første tid anså brede kredse i USA telegrammet for at være fabrikeret af det britiske efterretningsvæsen for at presse USA ind i krigen. Dette synspunkt, som ikke kun var begrænset til pacifistiske og pro-tyske organisationer, blev understøttet af tyske og mexicanske diplomater og flere amerikanske aviser, specielt fra Hearsts medieimperium. Men den 29. marts 1917 holdt telegrammets forfatter, den tyske udenrigsminister Arthur Zimmermann en tale, hvori han bekræftede telegrammets indhold, hvorved alle spekulationerne om fabrikation ophørte.
Anti-mexicanske og anti-tyske følelser var allerede udbredt i USA. Dels fordi den mexicanske revolutionsgeneral Pancho Villa havde foretaget flere togter ind i USA, dels fordi tyske ubåde havde angrebet flere amerikanske skibe og sænket flere britiske civile fartøjer med store tab af menneskeliv til følge. Ikke mindst sænkningen af RMS Lusitania den 7. maj 1915 havde vakt forargelse.
Umiddelbart efter offentliggørelse af telegrammet, fik Wilson USA's Kongres til at bevæbne amerikanske skibe, så de kunne forsvare sig mod tyske ubåde, og få dage senere, 2. april 1917, opfordrede han Kongressen til at erklære Tyskland krig. Det gjorde den 6. april 1917.